# هارفي ويلر
هارفي ويلر (بالإنجليزية: Harvey Wheeler)‏ هو كاتب أمريكي، ولد في 17 أكتوبر 1918 في واكو في الولايات المتحدة، وتوفي في 6 سبتمبر 2004 بسبب سرطان.

## وصلات خارجية
- هارفي ويلر على موقع IMDb (الإنجليزية)
- هارفي ويلر على موقع قاعدة بيانات الفيلم (الإنجليزية)